# Азов (станція)
Азов (рос. Азов) — тупикова залізнична станція Ростовського регіону Північно-Кавказької залізниці, розташована в місті Азов Ростовської області.

## Географія
Залізнична станція Азов розташована за 30 км від вузлової станції Батайськ.

## Історія
Станцію Азов відкрито 6 грудня 1910 року. У той же день зустрічали перший поїзд. До 1920-х років пасажирський рух на станції був досить інтенсивним. Потім настав період занепаду, кількість поїздів скоротилася. З 1950-х років через зростання обсягу вантажообігу азовського порту через станцію почали активно курсувати вантажні поїзди. Сьогодні станцію обслуговують 45 залізничників. Азов — станція другого класу, вантажнопасажирська. В 1966 році електрифікована на змінному струмі. Характер вантажів — вугілля в порт (до 100 вагонів на добу), будівельні матеріали, щебінь, пиломатеріали. У 2010 році, до 100-річного ювілею станції, вокзал, історичний житловий будинок персоналу та пакгауз, які є об'єктами культурної спадщини місцевого значення, були реконструйовані, при цьому збережені всі деталі і форми будівель 1910 року.

## Діяльність
Сучасна інфраструктура станції включає до свого складу вокзал берегового типу, дві низькі пасажирські платформи та три вантажні, будівлю чергового по станції, пакгауз, пішохідний шляхопровід над західною горловиною станції. Колійний розвиток складається з восьми колій, перші п'ять з яких електрифіковані змінним струмом 25 кВ. За вокзалом неелектрифіковані колії продовжуються у бік порту та низки промислових підприємств міста. Центральний фасад будівлі вокзалу виходить на невелику привокзальну площу. З 1950 років рух по станції здійснюється переважно вантажними поїздами, що прямують у порт для перевалки вантажів (здебільшого вугілля, щебеню, будівельних матеріалів) на торгові судна морського та річкового флоту.